# Veselivka, Korosten
Veselivka (în ucraineană Веселівка) este localitatea de reședință a comunei Veselivka din raionul Korosten, regiunea Jîtomîr, Ucraina.

## Demografie
Componența lingvistică a localității Veselivka
     Ucraineană (97,77%)
     Rusă (2,07%)
Conform recensământului din 2001, majoritatea populației localității Veselivka era vorbitoare de ucraineană (97,77%), existând în minoritate și vorbitori de rusă (2,07%).